# 1958 dans les parcs de loisirs
| Années des parcs de loisirs : 1955 - 1956 - 1957 - 1958 - 1959 - 1960 - 1961    |
| Décennies des parcs de loisirs : 1920 - 1930 - 1940 - 1950 - 1960 - 1970 - 1980 |

## Parcs d'attractions

### Ouverture
- Folkeparken ( Danemark) Ouvert au public le 2 mai 1958. Aujourd'hui connu sous le nom Tivoli Friheden.
- Frontier City ( États-Unis)
- Pacific Ocean Park (en) ( États-Unis) Ouvert au public le 26 juillet 1958.
- Storybook Gardens ( Canada)
- Surfers Paradise Ski Gardens ( Australie) Aujourd'hui connu sous le nom Sea World.
- Tokyo Dome City Attractions ( Japon)

## Les attractions

### Montagnes russes
| Nom         | Type/Modèle | Constructeur                    | Parc                               | Pays        |
| ----------- | ----------- | ------------------------------- | ---------------------------------- | ----------- |
| Big Dipper  | Bois        | National Amusement Devices (en) | Camden Park (en)                   | États-Unis  |
| The Coaster | Bois        |                                 | Happy Land                         | Canada      |
| Wild Mouse  | Wild Mouse  | Frank Wright                    | Blackpool Pleasure Beach           | Royaume-Uni |
| Wild Mouse  | Wild Mouse  |                                 | Santa Cruz Beach Boardwalk         | États-Unis  |
| Wild Mouse  | Wild Mouse  |                                 | Riverview Park                     | États-Unis  |
| Wild Mouse  | Wild Mouse  |                                 | Playland Park                      | États-Unis  |
| Wild Mouse  | Wild Mouse  |                                 | Parc Belmont                       | Canada      |
| Wild Mouse  | Wild Mouse  | B.A. Schiff & Associates (en)   | Coney Island[précision nécessaire] | États-Unis  |
| Wild Mouse  | Wild Mouse  | B.A. Schiff & Associates (en)   | Willow Grove Park                  | États-Unis  |
| Wild Mouse  | Wild Mouse  | B.A. Schiff & Associates (en)   | Kennywood                          | États-Unis  |
| Wild Mouse  | Wild Mouse  | B.A. Schiff & Associates (en)   | Geauga Lake                        | États-Unis  |

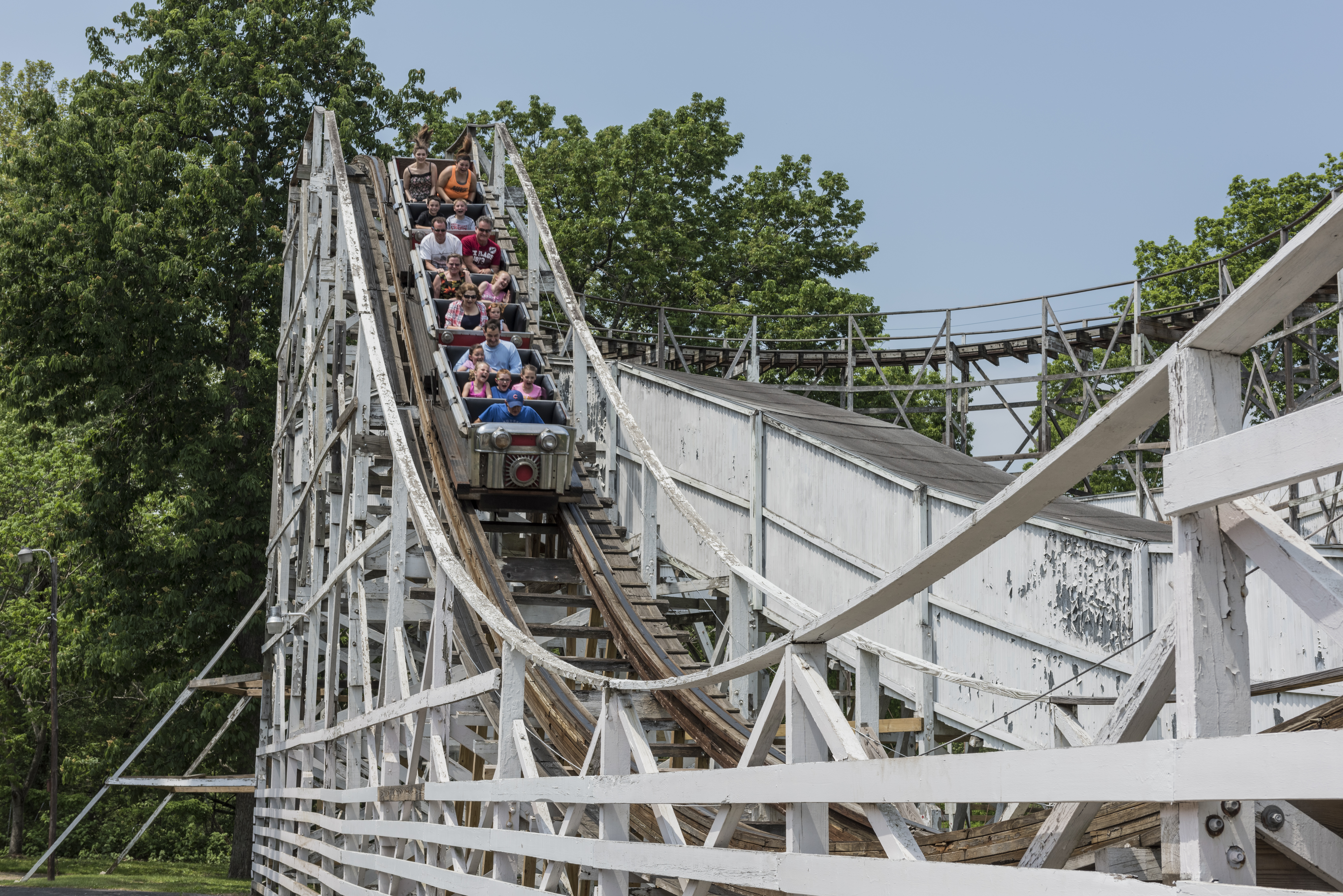
Big Dipper à Camden Park
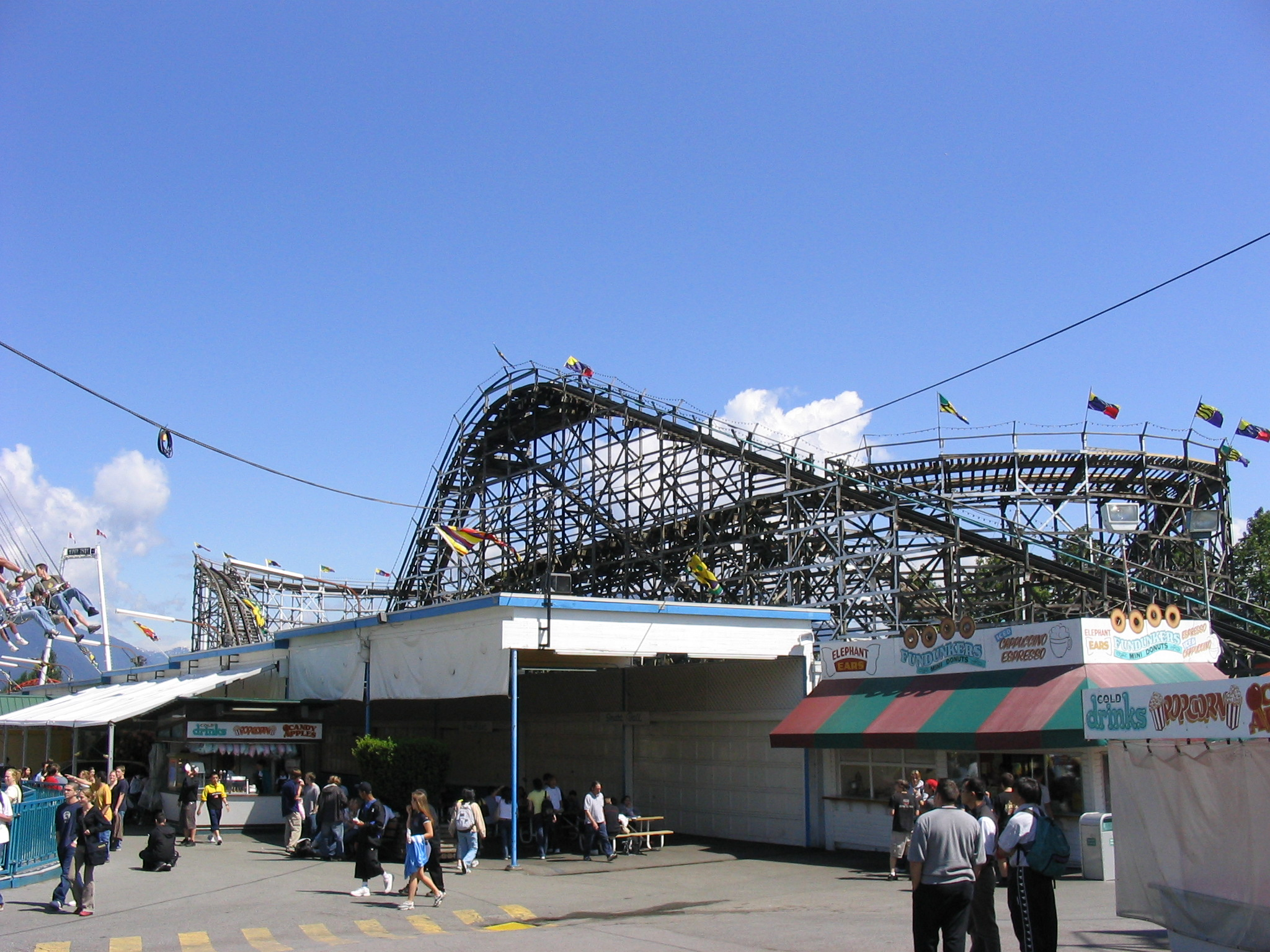
The Coaster à Playland
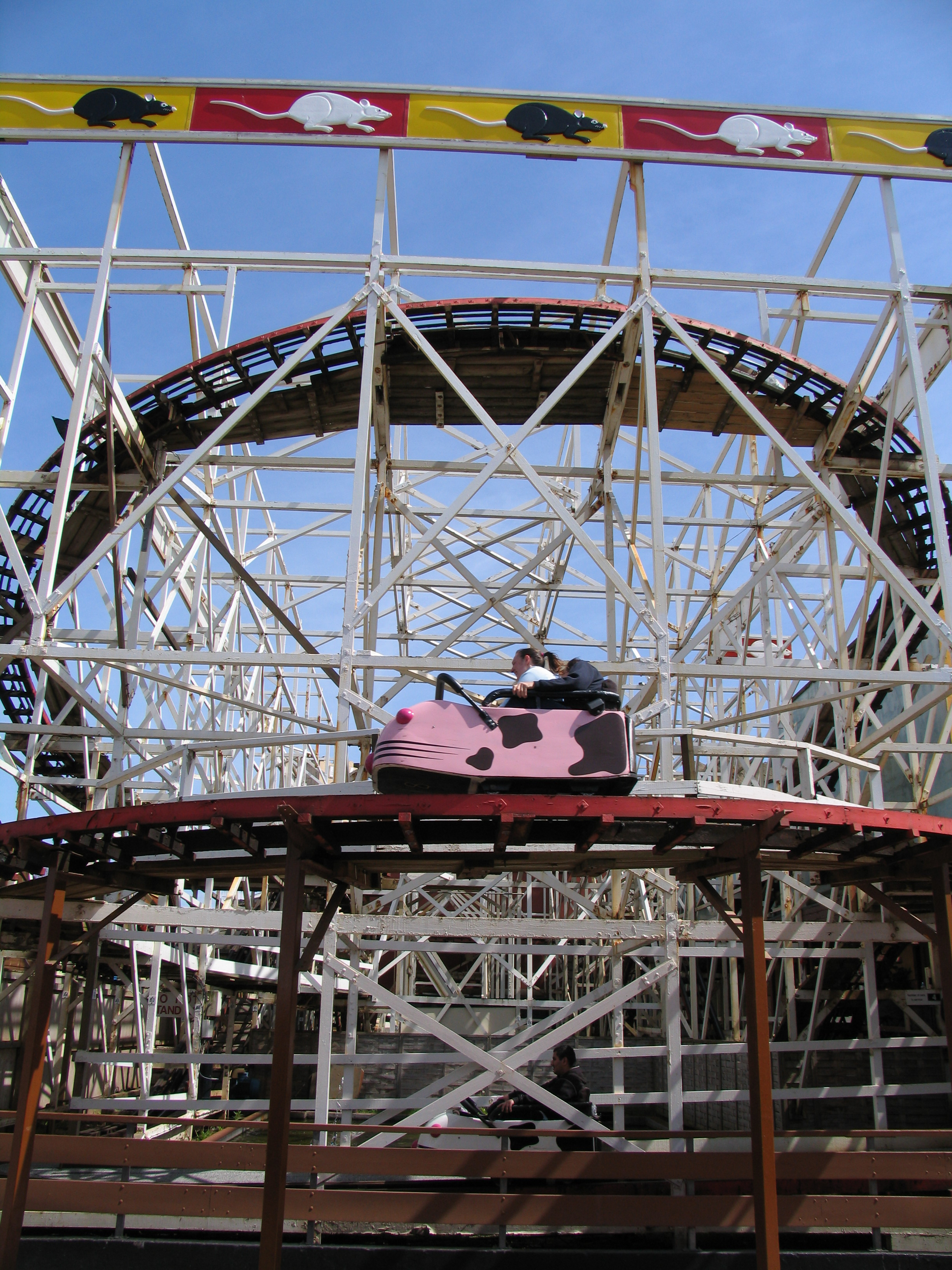
Wild Mouse à Blackpool Pleasure Beach

### Autres attractions
WED enterprises présente le film America the Beautiful, tourné en Circle-Vision 360°, lors de l'Exposition universelle et internationale de Bruxelles. Il sera ensuite présenté dans les parcs Disneyland et Magic Kingdom.
| Nom                   | Type / Modèle                 | Constructeur                  | Parc              | Pays       |
| --------------------- | ----------------------------- | ----------------------------- | ----------------- | ---------- |
| Alice in Wonderland   | Parcours scénique             | WED enterprises               | Disneyland        | États-Unis |
| Deer Park Special     | Train                         | Allan Herschell Company       | Deer Park         | États-Unis |
| De Vliegende Fakir    | Conte dans le Bois des contes | Efteling                      | Efteling          | Pays-Bas   |
| Crazy Cups            | Tasses                        | Philadelphia Toboggan Company | Canobie Lake Park | États-Unis |
| Sailing Ship Columbia | Croisière en bateau           | WED enterprises               | Disneyland        | États-Unis |

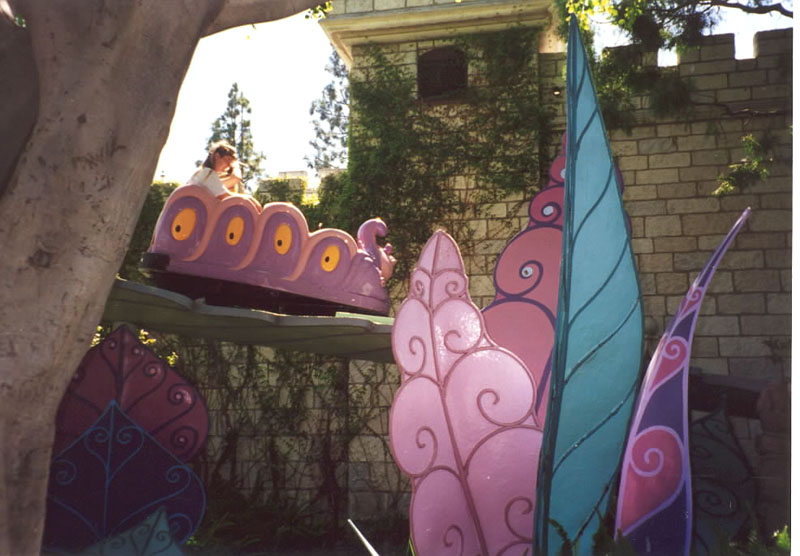
Alice in Wonderland à Disneyland
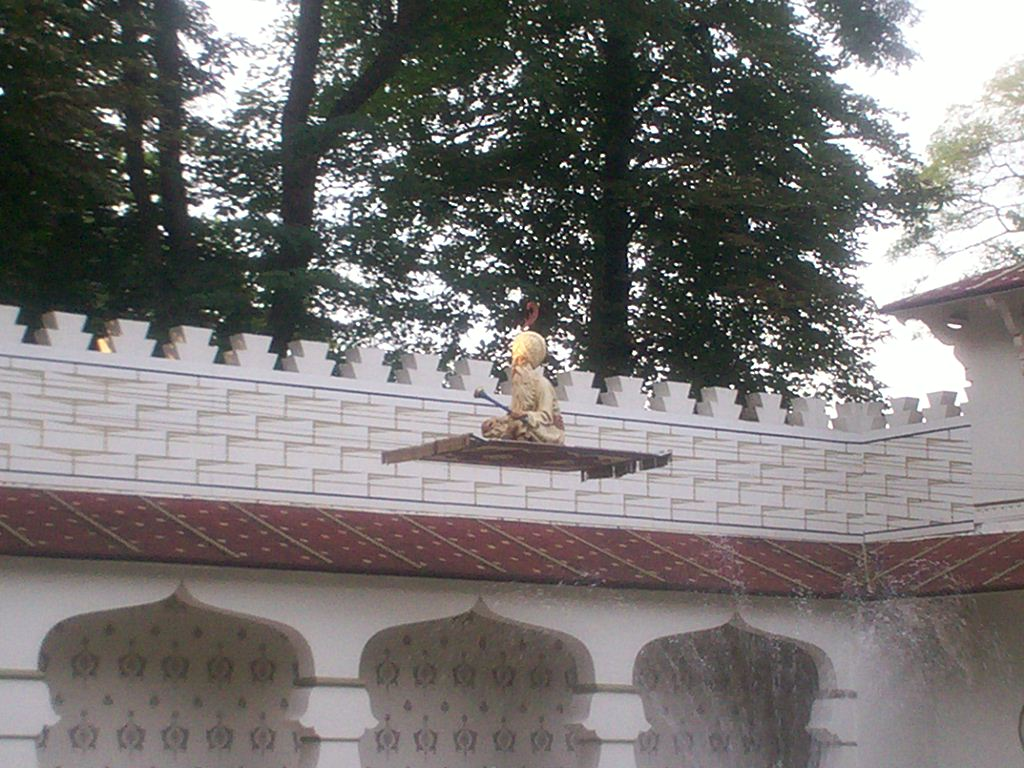
De Vliegende Fakir à Efteling
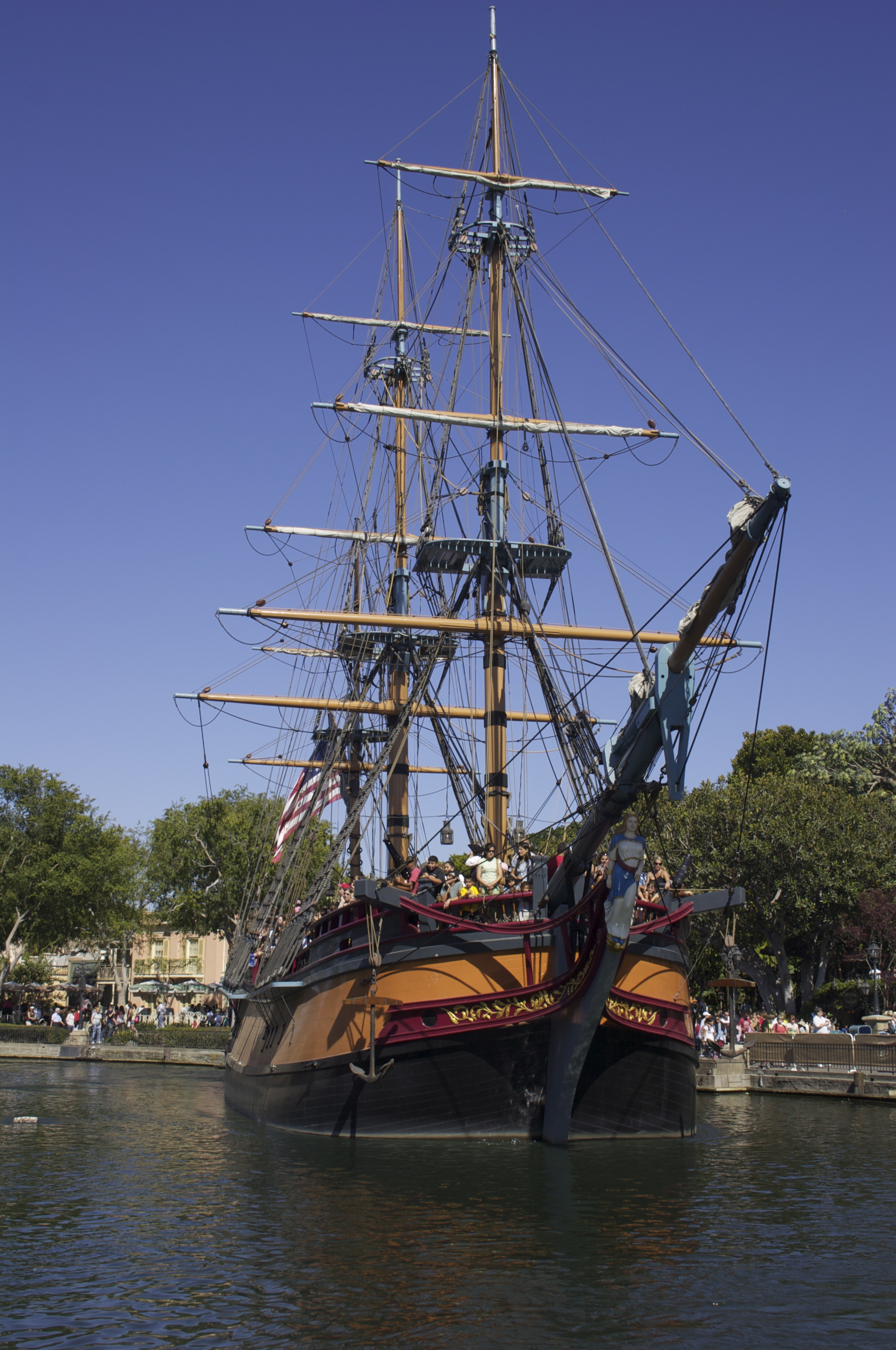
Sailing Ship Columbia à Disneyland